# مصع (طب)
المَصْع (بالإنجليزية: Whiplash)‏ هي الصدمة التي قد تكون بسبب حركة الرأس أو ضربة.

## المصطلح
هذا المصطلح يأتي من حقيقة أن قتل أرنب واحد هو تقليدياً، عن طريق ضربة مباشرة خلف الرقبة التي تنتج الصدمة في تمدد مفرط مع وجود كسر أو خلع الجزء العلوي من العمود الفقري العنقي مما أدى إلى اضطرابات عصبية والموت بسبب إصابة النخاع المستطيل.[بحاجة لمصدر]